# ProPublica
ProPublica est un organisme sans but lucratif basé à New York et gestionnaire du site Internet ProPublica.org. De type pure player, l'organisme se décrit comme une salle de nouvelles indépendante spécialisée en journalisme d'enquête d'intérêt public.
Les enquêtes de ProPublica sont faites par des journalistes à temps plein de l'organisme et sont données à des « partenaires » médiatiques afin, notamment, d'en augmenter la diffusion. L'organisation compte une cinquantaine de partenaires tels 60 Minutes, CNN, ABC World News, USA Today, New York Times, Los Angeles Times, Washington Post, The Huffington Post, Politico, Salon.com, Slate, MSN Money, MSNBC.com, Newsweek, Reader's Digest, Business Week, This American Life et NPR.

## Étymologie
ProPublica est un terme en latin de cuisine signifiant littéralement « pour la cause publique ».

## Histoire
ProPublica est fondé en 2008. Steven Engelberg, ancien chef du service d’investigation du New York Times et Paul Steiger, ancien rédacteur en chef du Wall Street Journal constituent progressivement une équipe d’une trentaine de journalistes, venant des plus grands titres de presse du pays. En 2018, le site emploie cent vingt salariés.
En 2018, près de soixante publications anglo-saxonnes ont diffusé ses enquêtes.
Le site cumule la même année trente millions de dollars de dons, auprès de plus de 29 000 particuliers et de fondations philanthropiques. 
ProPublica mène un journalisme de contre-pouvoir, s'attachant à l'impact concret des enquêtes publiées. En 2018, selon Le Monde, ProPublica a ainsi « contribué à faire démissionner plusieurs hommes puissants accusés de harcèlement, à faire libérer un homme injustement condamné dans le Nevada, à déclencher une enquête de Washington sur les publicités ciblées de Facebook utilisant des critères ethniques ».

## Administration

### Membres du conseil d'administration
- Herbert Sandler
- Paul Steiger
- Henry Louis Gates
- Mary Graham
- Alberto Ibargüen

## Distinctions et récompenses
En 2010, ProPublica devient le premier site Internet de nouvelles à gagner le Prix Pulitzer pour une enquête sur les conséquences de l'ouragan Katrina,, publiée sur ProPublica.org et dans le New York Times Magazine,. En 2019, ProPublica remporte son cinquième prix Pulitzer.